# Calvin Klein
Calvin Klein, Inc. — американский дом моды, основанный в 1968 году в Нью-Йорке модельером Кельвином Кляйном и его другом детства Барри Шварцем. Выпускает джинсы, нижнее бельё, одежду в стиле унисекс и аксессуары.
Материнской компанией является PVH Corp., которая владеет Calvin Klein с 2003 года. Общий объём продаж продукции под брендом Calvin Klein в 2023 году составил около 9 млрд долларов.

## История
Компания Calvin Klein, Ltd. была основана в 1968 году Келвином Кляйном и его другом детства Барри Шварцем в Нью-Йорке. В 1970-е годы для женской моды был адаптирован классический мужской костюм; представленное в 1970 году двубортное короткое пальто с широкими лацканами не только стало хитом сезона, но и оказало сильное влияние на моду верхней женской одежды почти на десятилетие. Первый успех к компании пришёл с получение заказа от сети универмагов Bonwit Teller; владельцы сети организовали активную рекламную кампанию молодому дизайнеру, и уже к 1971 году оборот Calvin Klein достиг 5 млн долларов. В 1973 году Кевин Кляйн представил свою первую полную коллекцию женской одежды и получил самую престижную награду в мире американской моды — Coty American Fashion Critics' Award; в 1975 году он стал первым и единственным, кто получал её трижды.
Оборот компании в 1975 году составил 12 млн долларов, а к 1977 году вырос до 90 млн. Значительную часть выручки приносило лицензирование бренда Calvin Klein для выпуска мехов, зонтов, обуви, шарфов, поясов, очков и других товаров; в разработке дизайна всех этих товаров Кевин Кляйн участвовал лично. В 1978 году Кляйн представил свою первую коллекцию мужской одежды. Также в 1978 году была запущена линия парфюмерии и косметики, но она не имела успеха; подразделение косметики было продано в 1980 году компании Minnetonka.
Дизайнерскими джинсами Кевин Кляйн впервые занялся в 1976 году. В 1977 году было заключено лицензионное соглашение с Puritan Fashions Corporation. Сотрудничество оказалось очень успешным, к 1979 году бренд Calvin Klein занимал 20 % рынка дизайнерских джинсов, уступая только Глории Вандербильт. В 1982 году была запущена линия нижнего белья Calvin Klein.
К началу 1980-х годов Puritan Fashions, в которой Кляйн и Шварц приобрели 9 % акций, почти полностью перешла на выпуск джинсов Calvin Klein. Однако, мода на дизайнерские джинсы начала проходить, и Puritan Fashions стала нести убытки. В конце 1983 года Кляйн и Шварц выкупили её за 68 млн долларов и переименовали в Calvin Klein Industries; оборот этой компании в 1984 году составил 258 млн долларов. В 1985 году Minnetonka запустила парфюмерную линию Obsession, для которой Calvin Klein разработала дорогостоящую и провокативную рекламную кампанию; к 1987 году Obsession стал вторым по популярности ароматом в мире с продажами более 100 млн долларов. В 1988 году была запущена парфюмерная линия Eternity, которая также имела большой успех. В 1989 году Minnetonka вместе с правами на парфюмерию и косметику под брендом Calvin Klein была продана корпорации Unilever. Также в 1989 году в пригороде Далласа был открыт первый отдельностоящий магазин Calvin Klein с полным ассортиментом продукции.

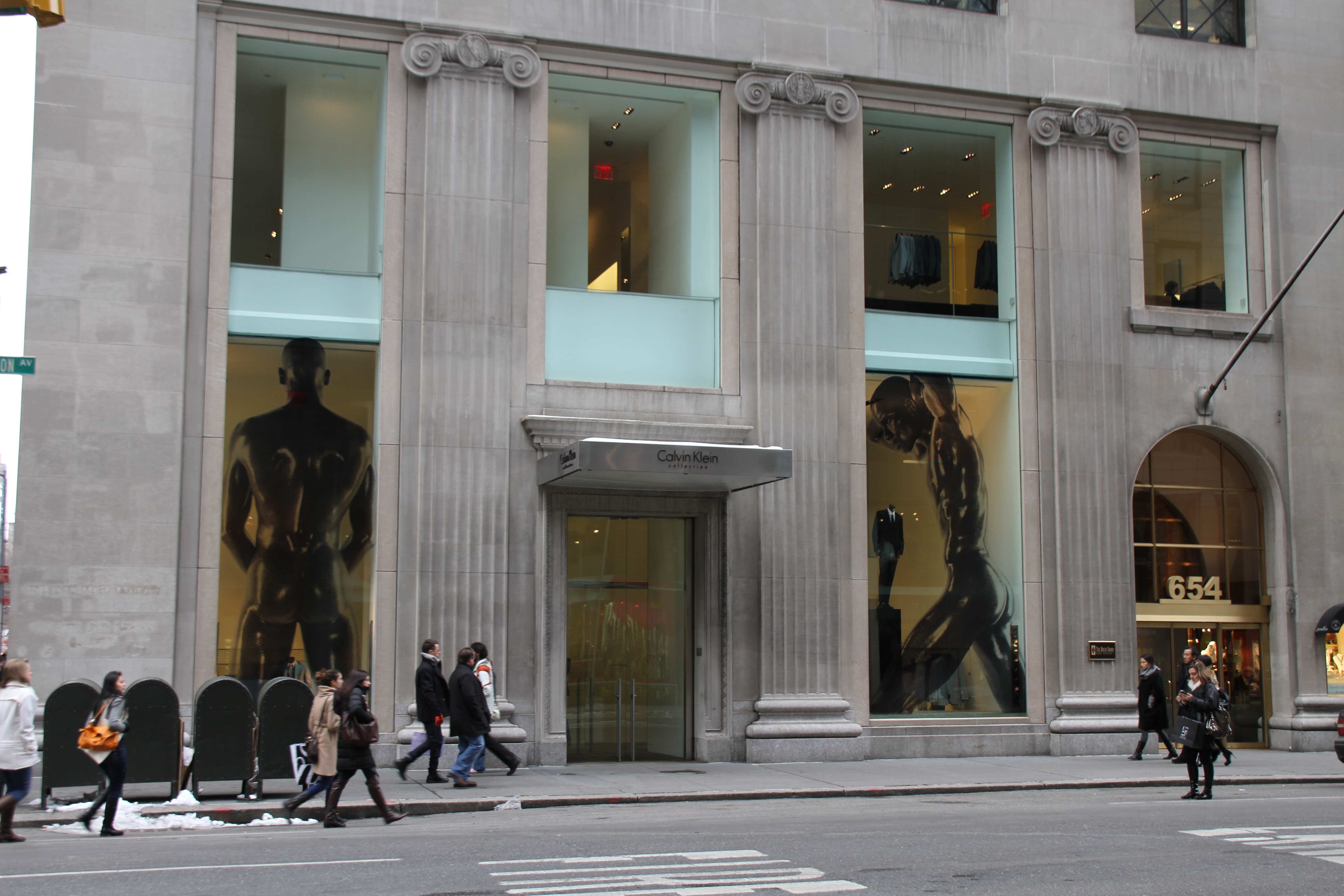
Флагманский магазин Calvin Klein на Мэдисон-авеню, 654

В начале 1990-х годов продажи Calvin Klein начали падать, 1990 год компания завершила с убытком 4,3 млн долларов. Преодолеть трудности помог медиамагнат Дэвид Геффен, выкупивший долговые обязательства компании с большой скидкой. В 1994 году подразделение джинсов было продано партнёрству Designer Holdings за 50 млн долларов; в 1997 году Designer Holdings стало собственностью группы Warnaco. В 1995 году был открыт флагманский магазин Calvin Klein на Мэдисон-авеню в Нью-Йорке. Он стал 6-м магазином компании в США, кроме этого, по лицензии работали бутики Calvin Klein в ряде стран Европы и Азии. В 1996 году общие продажи продукции под брендом Calvin Klein составили 4,4 млрд долларов, при этом сама компания произвела товаров на 141 млн долларов, остальное приходилось на лицензиатов.
В 1994 году президентом компании была назначена Габриэлла Форте (Gabriella Forte), до этого работавшая в Giorgio Armani. В 1997 году Swatch Group приобрела лицензию на выпуск часов под брендом Calvin Klein. В 2003 году Кельвин Кляйн продал свою компанию американской корпорации Phillips-Van Heusen (PVH Corp.), занимающийся выпуском рубашек, сумма сделки составила 430 млн долларов. После завершения сделки Кевин Кляйн стал консультирующий креативным директором бренда, а Шварц покинул компанию. Дизайнерами дома моды стали Франсиско Коста (женская линия, до 2016 года), Итало Дзуккелли (мужская линия, до 2016 года) и Ульрих Гримм (аксессуары). В 2005 году был открыт магазин в Милане, а в 2007 году — в Пекине. В феврале 2006 года Кевин Кляйн окончательно покинул компанию. В феврале 2013 года PVH Corp. приобрела Warnaco Group, одного из основных лицензиатов по производству джинсов и другой одежды. С 2016 по 2018 год креативным директором дома моды был Раф Симонс.
В марте 2019 было объявлено, что марка Calvin Klein прекращает производство коллекций прет-а-порте, закрывает линию Calvin Klein 205W39NYC, разработанную Симонсом, и больше не будет участвовать в неделях моды; также был закрыт флагманский магазин на Мэдисон-авеню. В октябре 2019 года было расторгнуто лицензионное соглашение со Swatch Group. В декабре 2022 года президентом бренда была назначена Ева Серрано, до этого работавшая в Inditex (бренд Zara). В июне 2024 года был открыт магазин на Елисейских полях в Париже.
В мае 2024 креативным директором Calvin Klein Collection стала Вероника Леони. Бренд вернётся на Недели моды с регулярными коллекциями. Первая коллекция Calvin Klein осень-зима 2025 под креативным руководством Леони вышла осенью 2024 года.

## Рекламные кампании
Компания известна своими неоднозначными, нередко скандальными рекламными кампаниями. У Calvin Klein есть собственное рекламное агентство CRK Advertising.
- Для рекламы джинсов компания использовала фотографии юной Брук Шилдс, сопровождённые текстом «Ты знаешь, что между мной и моими джинсами ничего нет?..». Дизайнера обвинили в использовании несовершеннолетних и в «съёмках, близких к порнографическим». В результате скандала джинсы были сняты с производства, фирма вернулась к ставшей уже классической модели лишь в 1998 году.
- В 1982 году Кельвин Кляйн разработал коллекцию мужского нижнего белья. Для её продвижения он впервые в рекламе использовал полуобнажённое мужское тело. Дизайнер утверждал, что он «разрабатывает нижнее белье для того, чтобы люди выглядели сексуальными». Позднее в рекламе нижнего белья с широкой корсетной резинкой и надписью Calvin Klein снимались рэпер М. Марк и супермодель Д. Вест.
- В 1992 году в рекламе фигурировала полуобнажённая пара, где девушка (юная Кейт Мосс) и юноша (рэпер Марки Марк) походили друг на друга фигурами, причёской и одеждой. Новая модель одежды подходила для обоих полов, поэтому Кляйн считается родоначальником стиля «унисекс»[10].
- В 1999 году фирма начала рекламную кампанию нижнего белья для детей и подростков, в которой использовались фотографии с детьми, признанные фривольными и провокационными. Скандальная рекламная кампания была приостановлена, дизайнер публично принёс свои извинения.

## Парфюмерия
Первый аромат Calvin Klein был выпущен в 1978 году. Позже под этим брендом был выпущен ряд ароматов, имеющих как женский, так и мужской варианты: Obsession («Одержимость», 1985), Eternity («Вечность», 1988), Escape («Отдушина», 1991), cK one (1994), cK be (1996), Contradiction («Противоречие», 1998), Euphoria Calvin Klein («Эйфория», 2005), CK IN2U (2007).
В 1989 году Coty (в то время дочерняя компания Unilever) выкупила права на выпуск парфюмерии под маркой Calvin Klein. Всего было выпущено не менее 61 аромата, среди которых: CK One, CK Be, CK Euphoria, CK Truth.

## Линии

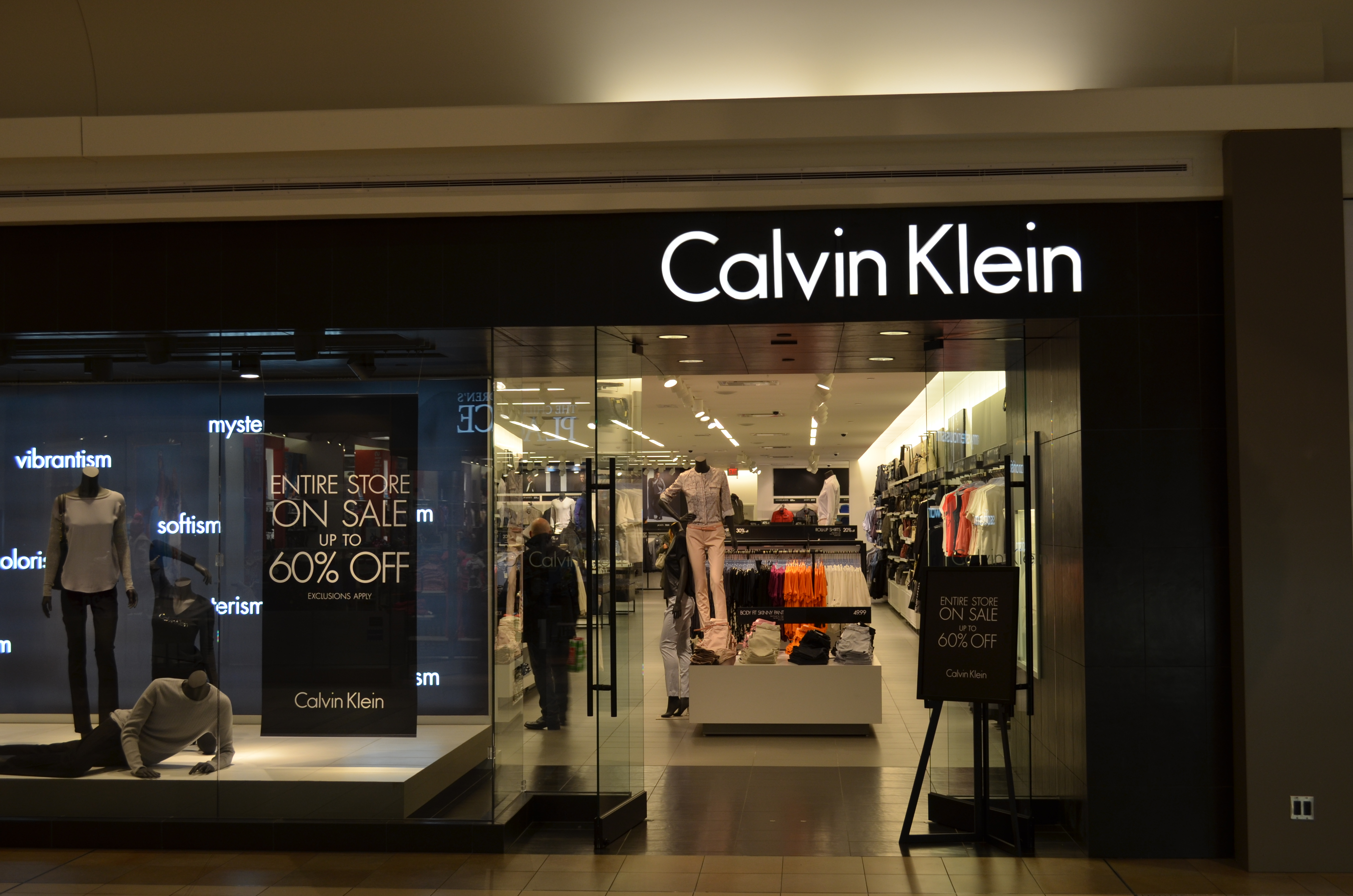
Магазин Calvin Klein

- ck Calvin Klein — повседневная одежда;
- Calvin Klein White Label — спортивная одежда и обувь;
- Calvin Klein Jeans — джинсовая одежда;
- Calvin Klein Golf — одежда для игры в гольф;
- Calvin Klein Watches & Jewelry — украшения и часы;
- Calvin Klein Home — домашняя одежда и аксессуары;
- Calvin Klein Underwear — нижнее бельё.

## Магазины
Освоив американский и европейский рынки, в 1990-е годы фирма активно расширялась на восток, открывая свои бутики в Гонконге, Джакарте, Кувейте. В 2001 году был открыт бутик в московском ГУМе, который вскоре закрылся. Новый магазин появился 27 марта 2003 года в торговом комплексе «Охотный ряд» на Манежной площади — он стал 37-м по счёту магазином сети.